# Cliffortia browniana
Cliffortia browniana är en rosväxtart som beskrevs av Burtt Davy. Cliffortia browniana ingår i släktet Cliffortia och familjen rosväxter. Inga underarter finns listade i Catalogue of Life.